# Ђорђе Мартинуци
Ђорђе Утјешановић Мартинуци (1482—16. децембар 1551) је био хрватски племић, припадник павлинског монашког реда. Вршио је регентску власт у Угарској током малолетства Јована Жигмунда Запоље, као турски вазал. Обављао је функцију трансилванијског војводе 1551. године. Био је бискуп Варадина и надбискуп Острогона.

## Биографија
Рођен је 1482. године у данашњем Скрадину, тадашњој Млетачкој републици. Отац му је био хрватски племић Гргур Утјешановић. Мајка му је припадала италијанској породици Мартинуци. Утјешановић је ступио у службу угарског краља Јована Запоље. Запољу је ударила капља док је опседао Стефана Мајлата у Фогарашу. Полумртвог краља пребацили су у Сасшебеш где га је затекла вест да му се у Будиму родио син Јован Сигисмунд. На самртној постељи, Запоља га је одредио за наследника. Бригу над малолетним краљем преузео је Ђорђе Утјешановић. Фердинандова војска 1541. године поново је опсела Будим. Опсаду је предводио Виљем од Рогендорфа. Утјешановић је одбио све нападе и позвао у помоћ Мехмед-бега Јахјапашића. У сукобу са турском војском погинуо је Виљем од Рогендорфа. Сукоби у Угарској изазвали су нов поход султана Сулејмана на Угарску. Први му је у руке пао Стефан Мајлат кога је на превару намамио доскорашњи Сулејманов непријатељ, Петар Рареш. Султан по трећи пут улази у Будим. Тамо је Рустем-паша саопштио султанову одлуку да ће Угарска између Дунава и Тисе бити убудуће турска земља, а Угарска источно од Тисе заједно са Ердељом ће и даље бити у рукама султановог вазала Јована Сигисмунда. Тада је основан Будимски пашалук коме су прикључени неки румелијски санџаци (Пожега, Зворник, Осијек или Срем, Смедерево и Видин). На чело управе новог ејалета постављен је Сулејман-паша. Сулејман се тада докопао и Валентина Терека кога је такође послао у Цариград. Терек је умро после пет година.
Фердинанд Хабзбуршки приволео је Порту на мир под условом да се одрекне оног дела Угарске који је припадао Јовану Сигисмунду. И поред тога, нису престајала његова настојања да од Изабеле као регенткиње добије Ердељ и Банат како је некад уговорено у Великом Варадину (1538). Фратар Ђорђе Утјешановић Мартинуци све више се приклањао Аустрији. Он је био сива еминенција у Запољиној држави. Преговори о уступању Баната и Ердеља довели су до немира у тим областима. Властелин Никола Цреповић је 1550. године доживео тежак пораз код Чанада. Утјешановић је за то време кренуо ка Ђулафехервару, престони град, где је Петар Петровић покушао да заштити Изабелу. Изабела је напустила борбу, увидевши да је сваки отпор узалудан. Тако је Утјешановић постао господар ситуације. Пораз Николе Цреповића и Утјешановићев поход на сопствену краљицу учинили су ствари јасне. Сулејман је Утјешановића прогласио издајником и наредио да се његова земља преда Петру Петровићу, а да се Јован Сигисмунд крунише за краља и Турској предају Бечеј и Бечкерек. Јула 1551. године Изабела је синовљеву државу предала Фердинанду у замену за територије у Шлеској. Петар Петровић је на основу истог уговора предао Фердинанду Бечеј, Бечкерек, Темишвар и Липову. Утјешановића је Фердинанд именовао намесником у Ердељу. Утјешановић је умро исте године не дочекавши турско освајање Темишвара.